# Frédéric Pierrot
Pour les articles homonymes, voir Pierrot.
Frédéric Pierrot, né le 17 septembre 1960 à Boulogne-Billancourt (Île-de-France), est un acteur français. Il est connu en particulier pour avoir incarné en 2021 le Dr Dayan, le psychanalyste de la série En thérapie, et pour son rôle dans Polisse de Maïwenn qui lui vaut une nomination aux César.

## Biographie

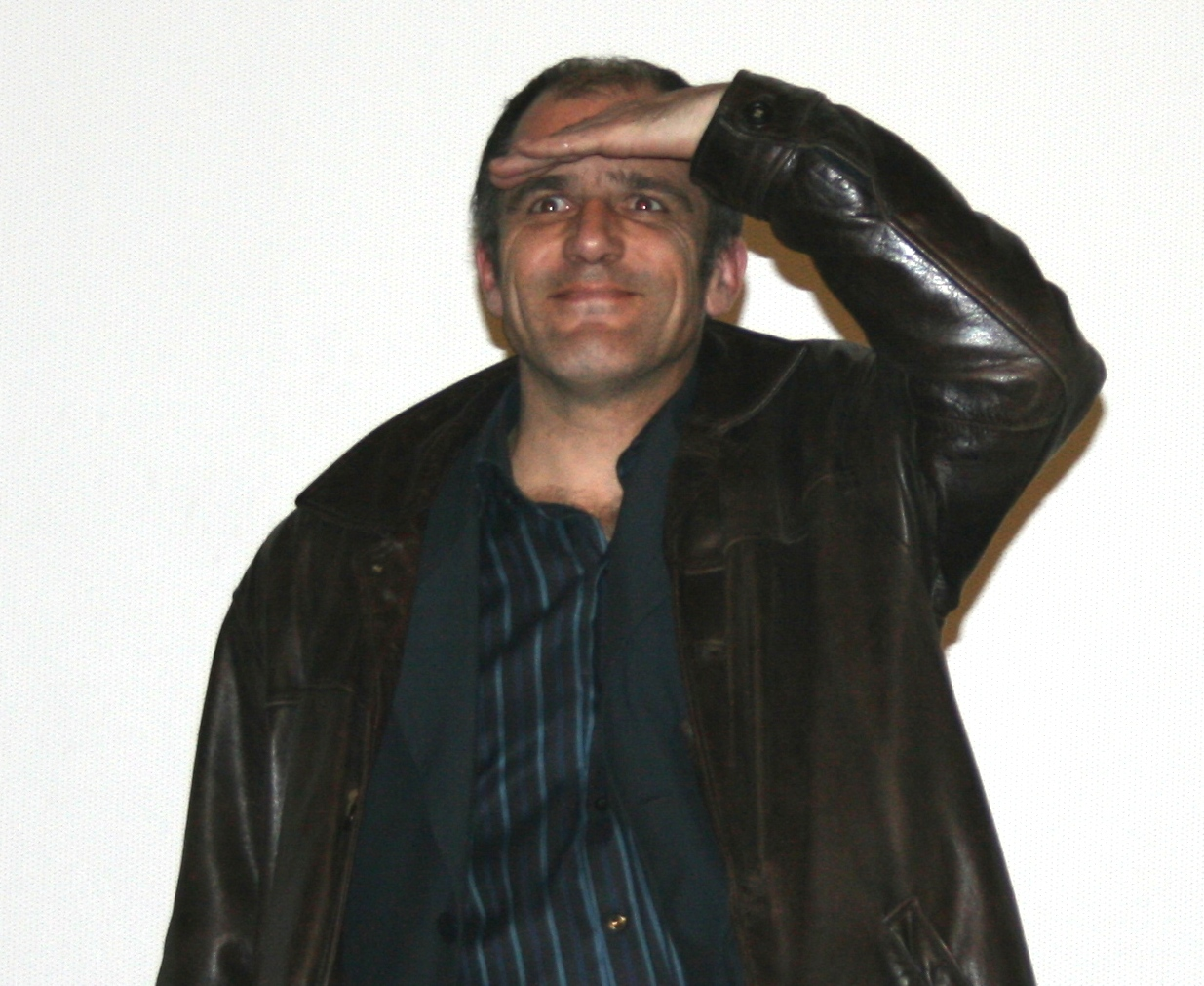
Frédéric Pierrot avant l'avant-première d’Il y a longtemps que je t'aime le 17 mars 2008.

Frédéric Pierrot grandit à Auffay en Seine-Maritime où ses parents se sont installés, lui vétérinaire, elle à la gestion du cabinet et de la maison. Il est l'aîné de quatre enfants. Ses grands-pères sont respectivement aviateur et ferronnier quincaillier, originaires du Bassin parisien et d'Alsace.
À neuf ans, il assiste ébloui à une projection de L'Enfant sauvage de François Truffaut, dans une salle dieppoise avec sa mère. Après une année de Maths Sup, Frédéric Pierrot part pour les États-Unis où il découvre avec émerveillement le monde du spectacle. À son retour en France, il décide de prendre des cours de comédie, tout en travaillant comme machiniste sur les plateaux de cinéma. Il poursuit des études de cinématographie à l'université Paris-VIII.

### Carrière
Après une première apparition à l'écran en 1986 dans Manège, un court-métrage de Jacques Nolot, il tourne en 1989 dans La Vie et rien d'autre de Bertrand Tavernier, un cinéaste qui fera par la suite régulièrement appel à lui (L.627 en 1992, Capitaine Conan en 1996, Holy Lola en 2004).
Comédien exigeant et passionné, Frédéric Pierrot est bientôt à l'affiche de deux œuvres qui retracent de grands combats pour la démocratie : la guerre d'Espagne avec Land and Freedom de l'anglais Ken Loach (1995) puis la révolution des Œillets au Portugal avec Capitaines d'avril de l'actrice Maria de Medeiros. Son jeu subtil, mélange de détermination et de fragilité, lui vaut d'être bientôt sollicité par des metteurs en scène aussi prestigieux que Jean-Luc Godard (For Ever Mozart) ou Bertrand Blier (Mon homme).
Mais ce sont les auteurs de la jeune génération (et notamment les femmes) qui sauront le mieux exploiter son talent. Motard dans Circuit Carole d'Emmanuelle Cuau (1995), il campe des individus dépressifs dans La Vie moderne de Laurence Ferreira Barbosa (2000) et dans Imago (jours de folie) de Marie Vermillard.
Avec son côté terrien, il apparaît dans des œuvres qui s'éloignent des rives du réalisme comme Les Sanguinaires de Laurent Cantet, Inquiétudes de Gilles Bourdos ou encore Les Revenants de Robin Campillo (2004). Il retrouve pour la quatrième fois la caméra de Bertrand Tavernier pour Holy Lola.
Plusieurs seconds rôles se succèdent alors, notamment dans Les Fourmis rouges de Stephan Carpiaux (2006), puis dans Parlez-moi de la pluie d'Agnès Jaoui (2007) et Il y a longtemps que je t'aime (2008) de Philippe Claudel. La fin des années 2000 lui fait interpréter Xavier dans la série télévisée L'État de Grace, et lui offre des personnages dans de grands téléfilms historiques, comme Opération Turquoise d'Alain Tasma (2007) ou Adieu De Gaulle, adieu de Laurent Herbiet (2010). Il marque ensuite son retour sur grand écran dans Elle s'appelait Sarah, drame de Gilles Paquet-Brenner autour de l'épisode du Vel d'Hiv, dans lequel il retrouve Kristin Scott Thomas, deux ans après Il y a longtemps que je t'aime.
En 2011, il tourne dans deux films importants présentés au Festival de Cannes : La Guerre est déclarée de Valérie Donzelli dans lequel il joue le professeur Sainte-Rose, et Polisse de Maïwenn qui lui vaut une nomination aux César.
En 2013, on le trouve dans Jeune et jolie de François Ozon et, en rôle principal dans Le Prochain Film, comédie à tonalité autobiographique de René Féret.
En 2014, c'est en disque qu'on le remarque, avec Nathalie Richard, il est une des voix de la résistance dans Chroniques de résistance, suite musicale de Tony Hymas où Frédéric Pierrot dit René Char, Armand Gatti, Henri Nanot, Jean Tardieu, Georges Guingouin… Le 28 novembre 2015, avec Violaine Schwartz, il dit, à Limoges, sur une musique de Tony Hymas, l'intégrale de Les Cinq noms de Résistance de Georges Guingouin d'Armand Gatti sur une musique de Tony Hymas. En 2016 avec le groupe Ursus Minor, il interprète, également pour l'album discographique What Matters Now, La Meilleure des polices, reprise de La Rumeur.
En 2018, on le trouve à nouveau à l'affiche d'un film d'Agnès Jaoui pour Place publique.
En 2021, il incarne le Dr Dayan, un psychanalyste éreinté après les attentats du Bataclan dans la série En thérapie, créée par Éric Toledano et Olivier Nakache et diffusée sur Arte. Une deuxième saison est diffusée l'année suivante. L'interprétation de Frédéric Pierrot est saluée par la critique et les audiences se hissent parmi les plus élevées jamais réalisées par Arte pour une série.
En 2024, il joue le rôle du Dr Rieux dans la mini-série La Peste d'Antoine Garceau, adaptée du roman d'Albert Camus et diffusée sur France 2.

### Vie privée
Il vit dans le 11e arrondissement de Paris. Sa compagne est une comédienne reconvertie dans les ateliers et le théâtre en entreprise, et ses enfants poursuivent des carrières dans la culture et l'artisanat. Il est clarinettiste amateur.

## Filmographie

### Cinéma

#### Longs métrages
- 1987 : Papillon du vertige de Jean-Yves Carrée : Alex
- 1989 : La Vie et rien d'autre de Bertrand Tavernier : Marcel
- 1991 : La Neige et le Feu de Claude Pinoteau : Raisin
- 1992 : L.627 de Bertrand Tavernier : René
- 1992 : Les Arpenteurs de Montmartre de Boris Eustache : le mari
- 1993 : Comment font les gens de Pascale Bailly : Serge
- 1995 : Land and Freedom de Ken Loach : Bernard Goujon
- 1995 : Circuit Carole d'Emmanuelle Cuau : Alexandre
- 1996 : Mon homme de Bertrand Blier : flic interrogatoire
- 1996 : Les Aveux de l'innocent de Jean-Pierre Améris : le psychiatre
- 1996 : For Ever Mozart de Jean-Luc Godard : Jérôme
- 1996 : Capitaine Conan de Bertrand Tavernier : le chef de train
- 1997 : Port Djema d'Éric Heumann : Antoine Barasse
- 1997 : Inside / Out (en) de Rob Tregenza (en) : Jean Hammett
- 1997 : Artemisia d'Agnès Merlet : Roberto
- 1998 : Disparus de Gilles Bourdos : Blaise
- 1998 : Dis-moi que je rêve de Claude Mouriéras : Luc
- 1998 : Ça ne se refuse pas d'Éric Woreth : Benny
- 1998 : À vendre de Laetitia Masson
- 2000 : La Vie moderne de Laurence Ferreira Barbosa : Jacques
- 2000 : Capitaines d'avril de Maria de Medeiros : Manuel
- 2001 : Une hirondelle a fait le printemps de Christian Carion : Gérard
- 2001 : La Fille de son père de Jacques Deschamps : Francis
- 2001 : Imago de Marie Vermillard : Paul
- 2002 : Les Diables  de Christophe Ruggia : l'homme de la maison
- 2002 : Va, petite ! d'Alain Guesnier : Paulo, le pompier
- 2003 : Monsieur N. d'Antoine de Caunes : général Gourgaud
- 2003 : Inquiétudes de Gilles Bourdos : David Lamblin
- 2003 : Cette femme-là de Guillaume Nicloux : Daniel
- 2004 : Clara et Moi d'Arnaud Viard : Étienne
- 2004 : Immortel, ad vitam d'Enki Bilal : John
- 2004 : Les Revenants de Robin Campillo : Gardet
- 2004 : Holy Lola de Bertrand Tavernier : Xavier
- 2005 : Avant l'oubli d'Augustin Burger : Pierre
- 2005 : La Ravisseuse d'Antoine Santana : Rodolphe
- 2007 : Très bien, merci d'Emmanuelle Cuau : l'interne
- 2007 : Les Fourmis rouges de Stephan Carpiaux : Franck
- 2008 : Il y a longtemps que je t'aime de Philippe Claudel : capitaine Fauré
- 2008 : Parlez-moi de la pluie d'Agnès Jaoui : Antoine
- 2010 : Sans queue ni tête de Jeanne Labrune : François Briand
- 2010 : Elle s'appelait Sarah de Gilles Paquet-Brenner : Bertrand Tezac
- 2011 : En ville de Valérie Mréjen et Bertrand Schefer : le père d'Alexandre
- 2011 : La guerre est déclarée de Valérie Donzelli : le professeur Saint-Rose
- 2011 : Polisse de Maïwenn : Balloo, le commandant
- 2012 : La Cerise sur le gâteau de Laura Morante : Bertrand
- 2012 : Au cas où je n'aurais pas la palme d'or de Renaud Cohen : le producteur
- 2012 : Populaire de Régis Roinsard : Jean Pamphyle
- 2013 : Jeune et Jolie de François Ozon : Patrick
- 2013 : Le Prochain Film de René Féret : Pierre Gravet, le réalisateur
- 2014 : L'Année prochaine de Vania Leturcq : Bertrand
- 2015 : Toute Première Fois de Noémie Saglio et Maxime Govare : Hubert Deprez
- 2015 : Anton Tchekhov - 1890 de René Féret : Léon Tolstoï
- 2015 : Marguerite et Julien de Valérie Donzelli : Jean de Ravalet
- 2015 : Les Bêtises d'Alice et Rose Philippon : le fonctionnaire
- 2016 : Chocolat de Roschdy Zem : Delvaux
- 2016 : Road Games d'Abner Pastoll : Grizard
- 2017 : Espèces menacées de Gilles Bourdos : Laurent Gardet
- 2017 : Luna d'Elsa Diringer : Sébastien
- 2018 : À deux heures de Paris de Virginie Verrier : Henri
- 2018 : Place publique d'Agnès Jaoui : Jean-Paul
- 2018 : Grâce à Dieu de François Ozon : Capitaine Courteau
- 2019 : Persona non grata de Roschdy Zem : Eddy Laffont
- 2019 : Hors normes d'Olivier Nakache et Éric Toledano : Inspecteur IGAS
- 2019 : Madre de Rodrigo Sorogoyen : Grégory
- 2020 : Seize Printemps de Suzanne Lindon : le père de Suzanne
- 2023 : Orlando, ma biographie politique de Paul B. Preciado : Le psychiatre
- 2025 : Les Musiciens de Grégory Magne : Charlie
- 2025 : L'Affaire de l'esclave Furcy d'Abd al Malik
- 2025 : Dalloway de Yann Gozlan

#### Courts métrages
- 1986 : Manège de Jacques Nolot : le jeune homme
- 1989 : Les Vautours de Didier Le Pêcheur
- 1989 : Comme d'habitude de Bruno Herbulot
- 1989 : Constance de Pascal Deux
- 1994 : Comme un dimanche d'Olivier Jahan
- 1995 : Un Samedi De Février d’Hervé Baskin
- 1996 : Rien dans le ventre de Carlos Pardo
- 1997 : Au bord de l'autoroute d'Olivier Jahan : Rémi
- 1998 : Aniel de François Roux : Marc
- 2004 : Dans tes rêves de Blandine Lenoir
- 2004 : Grossesse nerveuse de Maxime Sassier : l'inspecteur
- 2005 : À corps défendant de Raphaël Étienne : Paul
- 2005 : Rosa de Blandine Lenoir
- 2006 : Demain la veille de Julien Lecat et Sylvain Pioutaz : l'homme de l'ascenseur
- 2008 : Le Soleil des ternes d'Éric Bu : Antoine
- 2008 : Les Couillus de Mirabelle Kirkland :
- 2008 : Revenir d'Anne-Marie Puga : Romain
- 2013 : Portraits de maîtresses de Rocco Labbé : Gustave
- 2015 : Bal de famille de Stella Di Tocco : le père
- 2016 : Port Bou de Jean Anouilh : le père
- 2017 : Veuillez ne pas tenter d'ouvrir les portes de Baptiste Martin-Bonnaire : le spécialiste

### Télévision
- 1989 : Retour à Malaveil de Jacques Ertaud (téléfilm) : Noël
- 1993 : Le Siècle des Lumières de Humberto Solás (mini série télévisée) : Carlos
- 1994 : Les enfants du juge (série télévisée), de Christine François, Jean-Pierre Améris Daniel Losset (série télévisée)
- 1995 : Maigret, épisode Maigret et la vente à la bougie de Pierre Granier-Deferre (série télévisée) : Canut
- 1995 : Une femme dans la nuit d'Eric Woreth (téléfilm): François Walevsky
- 1996 : Les Alsaciens ou les Deux Mathilde de Michel Favart (mini série télévisée) : Franzl
- 1997 : Vivre avec toi de Claude Goretta (téléfilm) : André
- 1998 : Les Sanguinaires de Laurent Cantet (téléfilm) : François
- 1998 : Maternité d'Arnaud Sélignac (série télévisée) :
- 1998 : Trois saisons d'Edwin Baily (téléfilm) : Batti
- 1999 : Les coquelicots sont revenus de Richard Bohringer (téléfilm) : Patrick
- 1999 : Fleurs de sel d'Arnaud Sélignac (téléfilm) : Philippe Cavala
- 1999 : Chasseurs d'écume de Denys Granier-Deferre (mini série télévisée) : Collinée
- 2001 : Les Alizés de Stéphane Kurc (téléfilm) : Loïc Caron
- 2002 : Le Grand Patron, épisode La Loi du sang de Stéphane Kappes (série télévisée) : Jacques Rouvier
- 2003 : Quelques jours entre nous de Virginie Sauveur (téléfilm) : Michel
- 2004 : La Fuite de Monsieur Monde de Claude Goretta (téléfilm) : le commissaire
- 2005 : Le Mystère Alexia de Marc Rivière (téléfilm) : Fabien Harcourt
- 2005 : Le Bal des célibataires de Jean-Louis Lorenzi (téléfilm) : Robert
- 2006 : Aller simple de Jean-Marc Brondolo (en) (téléfilm) : René Loxa
- 2006 : Harkis d'Alain Tasma (téléfilm) : Capitaine Robert
- 2006 : L'État de Grace de Pascal Chaumeil (mini série télévisée) : Xavier
- 2006 : On a volé la Joconde de Fabrizio Costa (téléfilm) : Lépine
- 2007 : Tragédie en direct de Marc Rivière (téléfilm) : Max
- 2007 : Épuration de Jean-Louis Lorenzi (téléfilm) : Robert
- 2007 : Opération Turquoise  d'Alain Tasma (téléfilm) : Christophe Gosselin
- 2009 : Les Petits Meurtres d'Agatha Christie, saison 1, épisode 3 La Plume empoisonnée d'Eric Woreth (série télévisée) : Jean Villiers
- 2009 : Adieu De Gaulle, adieu de Laurent Herbiet (téléfilm) : François Flohic
- 2010 : Les Frileux de Jacques Fansten (téléfilm) : Alain Dufresnes
- 2010 : Tango : Bad dog de Philippe Venault (série télévisée) : Thierry Sauvage
- 2011 : Qui sème le vent de Fred Garson (téléfilm) : Jean-Michel Ledantec
- 2012 : L'Innocent de Pierre Boutron (téléfilm) : Thierry Deville
- 2012-2015 : Les Revenants, saisons 1 et 2 (série télévisée) : Jérôme Séguret
- 2012 : Eléonore l'intrépide d'Ivan Calbérac (téléfilm) : Gaspard
- 2014 : Rosemary's Baby d'Agnieszka Holland, épisode Night One (mini série télévisée) : père Tekhem
- 2015 : Boulevard du Palais, épisode Pour oublier de Christian Bonnet (série télévisée) : Mathieu Cazal
- 2016 : Tuer un homme d'Isabelle Czajka (téléfilm) : Matteo
- 2017 : À la dérive de Philippe Venault (téléfilm) : Jean
- 2018 : Fiertés de Philippe Faucon (mini série télévisée) : Charles
- 2018 : Nox de Mabrouk el Mechri (mini série télévisée) : Garraud
- 2019 : Une vie après de Jean-Marc Brondolo (en) (téléfilm) : Dominique
- 2019 : La Vie de château de Nathaniel Hlimi et Clémence Madeleine-Perdrillat (court métrage d'animation télévisé) : voix de Régis
- 2021-2022 : En thérapie d'Éric Toledano et Olivier Nakache (série télévisée) : Philippe Dayan
- 2021 : Le Bruit des trousseaux de Philippe Claudel (téléfilm) : Jean
- 2024 : La Peste d'Antoine Garceau : Dr Bernard Rieux
- 2024 : Citoyens clandestins de Laëtitia Masson : Steiner

### Doublage
- 2014 : Silex and the City, de Jul (série télévisée d'animation) : Crao de la Pétaudière
- 2018-2020 : 50 nuances de Grecs, de Jul (série télévisée d'animation) : Poséidon.

## Théâtre
- 2005 : Grand et petit de Botho Strauss, mise en scène Philippe Calvario, CDDB-Théâtre de Lorient, Théâtre des Bouffes du Nord
- 2007 : Tom est mort de Marie Darrieussecq, lecture, mise en voix Arthur Nauzyciel, Festival d'Avignon
- 2008 : Ordet (La Parole) de Kaj Munk, mise en scène Arthur Nauzyciel, Festival d'Avignon, Les Gémeaux
- 2009 : Ordet (La Parole) de Kaj Munk, mise en scène Arthur Nauzyciel, Théâtre du Rond-Point
- 2010 : Prévert blues d'après Jacques Prévert, mise en scène Frédéric Pierrot, Les Gémeaux
- 2017 : Les Trois Sœurs d'après Anton Tchekhov, adaptation du texte et mise en scène Simon Stone, Théâtre de l'Odéon puis tournée.
- 2019 : Opening Night d’après le scénario de John Cassavetes, mise en scène Cyril Teste, Théâtre des Bouffes-du-Nord, tournée
- 2020 : Mes frères de Pascal Rambert, mise en scène Arthur Nauzyciel, Théâtre national de la Colline
- 2022 : Les Enfants de Lucy Kirkwood (en), mise en scène Éric Vigner, théâtre de l'Atelier

## Disques
- Tony Hymas : Chroniques de résistance (nato, 2014)
- Ursus Minor : What matters now (nato-hope street, 2016)

## Distinctions

### Récompense
- Festival de la fiction TV de La Rochelle 2018 : meilleure interprétation masculine pour Une vie après[5]

### Nominations
- César 2012 : César du meilleur acteur dans un second rôle pour Polisse
- Molières 2020 : Molière du comédien dans un second rôle pour Opening Night